# Сингапурский технологический институт
Сингапурский технологический институт — государственный автономный университет в Сингапуре.
Университет предлагает отраслевые прикладные программы обучения, свои собственные программы на получение степени, а также программы специализированной степени в зарубежных университетах.
Программы обучения университета сгруппированы в пять кластеров: Инженерное дело, Пищевая, химическая промышленность и биотехнология, Инфокоммуникационные технологии, Здравоохранение, социальные науки и бизнес, Коммуникация и дизайн.

## История
В 2005 году Министерство образования Сингапура представило программу «Зарубежные политехнические специализированные учреждения» (Poly-FSI). Его цель заключалась в том, чтобы побудить политехнические институты к партнерству с зарубежными университетами, чтобы предлагать программы на получение степени в тех областях, которые поддерживают экономическое развитие Сингапура. Их выводы поддержали создание специализированного финансируемого государством института, который будет привлекать в Сингапур партнеров из зарубежных стран.
В 2014 году парламент Сингапура принял закон о присвоении университету статуса автономии и позволяющем ему присуждать собственные степени.

## Прием
СТИ принимает абитуриентов с дипломами 5 местных политехнических колледжей, средней школы NUS, 2 местных художественных учреждений уровня A и квалификации Международного бакалавриата (IB). Также учитываются баллы SAT.

## Программы

### Инженерное дело
Степень бакалавра инженерных наук и магистра инженерных технологий в области проектирования устойчивой инфраструктуры (земельные и строительные услуги).

### Инфокоммуникационные технологии
Бизнес, коммуникации и дизайн. Степень бакалавра бухгалтерского учета.

Программа бакалавриата «Бухгалтерский учет» предлагается с 2014-15 учебного года.

## Зарубежные партнеры
| Университет-партнер                | Университет-партнер | Мировой рейтинг 2021 года                                       | Мировой рейтинг 2021 года          | Страна-партнер университета | Программы |
| Полное название                    | Сокр.               | Мировой рейтинг университетов высшего образования по Times 2021 | Глобальный мировой рейтинг QS 2021 | Страна-партнер университета | Программы |
| ---------------------------------- | ------------------- | --------------------------------------------------------------- | ---------------------------------- | --------------------------- | --- |
| Технологи́ческий институ́т DigiPen   | DigiPen             |                                                                 |                                    | США                         | Информатика и игровой дизайн, бакалавр наук Информатика в интерактивном моделировании в реальном времени, бакалавр наук Цифровое искусство и анимация Пользовательский опыт и игровой дизайн, бакалавр |
| Ньюкаслский университет            | NU                  | 178-е место в мире                                              | 152-е место в мире                 | Великобритания              | Электроэнергетика, BEng Машиностроение BEng |
| Мюнхенский технический университет | TUM                 | 43-е место в мире                                               | 50-е место в мире                  | Германия                    | Электроника и обработка данных, BEng Химическая инженерия, BEng |
| Кулинарный институт Америки        | CIA                 |                                                                 |                                    | США                         | Управление пищевым бизнесом (пекарное и кондитерское искусство) Управление продовольственным бизнесом (кулинарное искусство)                                                                           |
| Школа искусств Глазго              | GSA                 |                                                                 |                                    | Шотландия                   | Коммуникационный дизайн, бакалавр Дизайн интерьера, бакалавр |
| Тринити-колледж (Дублин)           | –                   | 155-е место в мире                                              | 101-е место в мире                 | Ирландия                    | Диагностическая рентгенография Физиотерапия, бакалавр Профессиональная терапия, бакалавр Лучевая терапия, бакалавр                                                                                     |
| Университет Глазго                 | Glas                | 92-е место в мире                                               | 77-е место в мире                  | Шотландия                   | Аэрокосмическая инженерия, Гражданское строительство Computing Science, BSc (Hons) Mechanical Engineering, BEng (Hons) Nursing, BSc (Hons)                                                             |
| Ливерпульский университет          | –                   | 163-е место в мире                                              | 181-е место в мире                 | Великобритания              | Криминология и безопасность, бакалавр |
| Университет Мэсси                  | –                   |                                                                 | 284-е место в мире                 | Новая Зеландия              | Пищевые технологии, BFoodTech |

## Исследования
В настоящее время СТИ имеет 6 центров прикладных исследований и 4 инновационных центра.
Исследовательские центры:
- Центр инфраструктуры и туннельной инженерии
- Лаборатория инноваций строительных технологий
- Центр технологий энергоэффективности
- Инновационный центр
- FoodPlant — Завод продуктов питания
- Лаборатория перевода будущих коммуникаций
- Инновационные центры

Инновационные центры:
- Проектная фабрика@СТИ
- НАМИС Хаб@СТИ
- Центр быстрых инноваций и развития продуктов
- Политехнический инновационный центр передового опыта СТИ

## Кампусы
Помимо основного кампуса SIT@Dover, у СТИ есть кампусы в различных политехнических институтах Сингапура.
- Здание СТИ@NYP (Наньянский политехнический институт)
- Здание СТИ@NP (Политехнический институт Нджи-Энн)
- Здание СТИ@SP (Сингапурский политехнический институт)
- Здание СТИ@TP (Политехнический институт Темасек)
- Здание СТИ@РП (Республиканский политехнический институт)

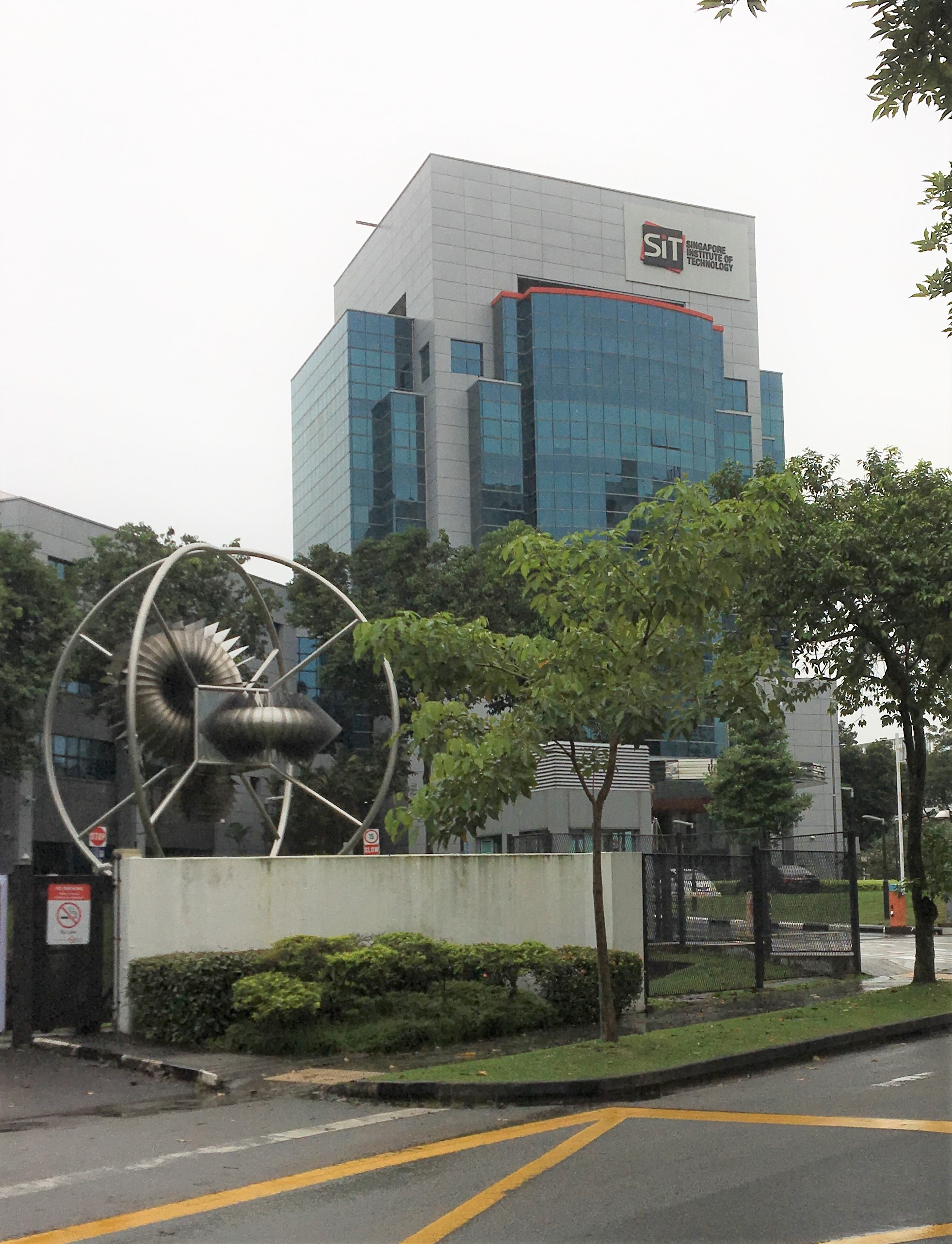
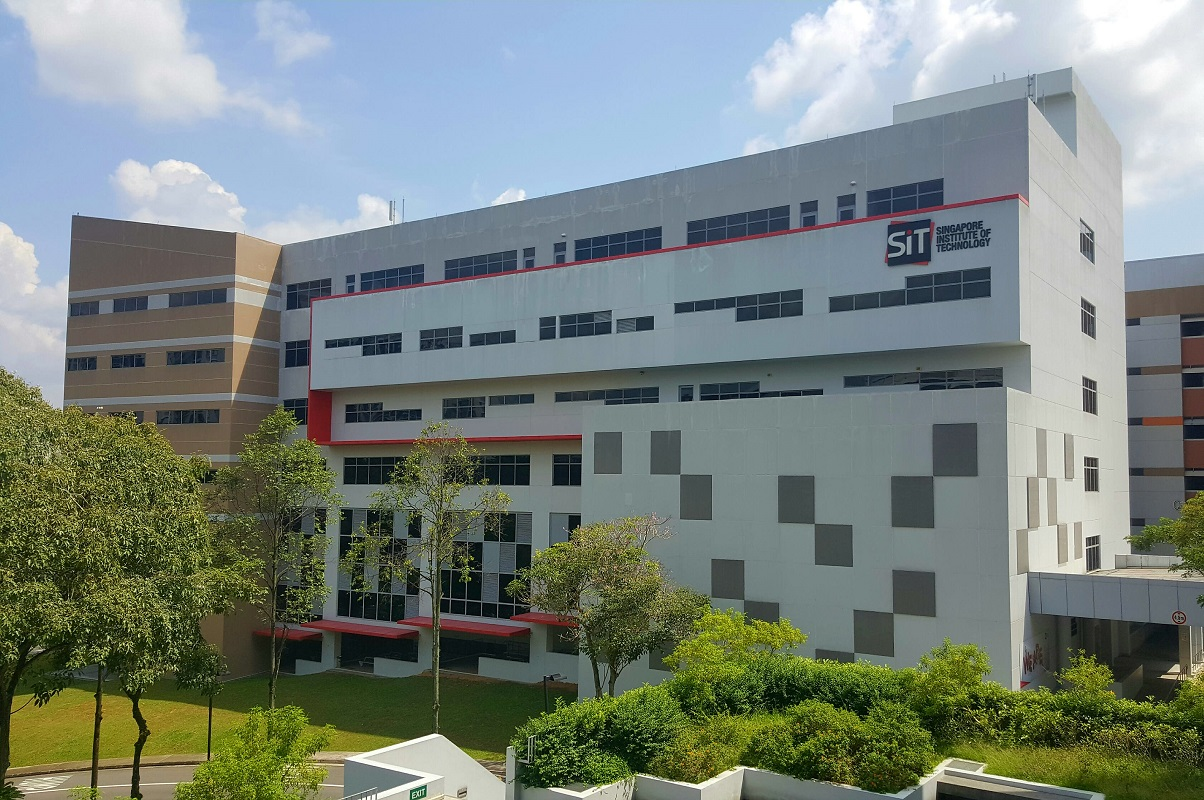
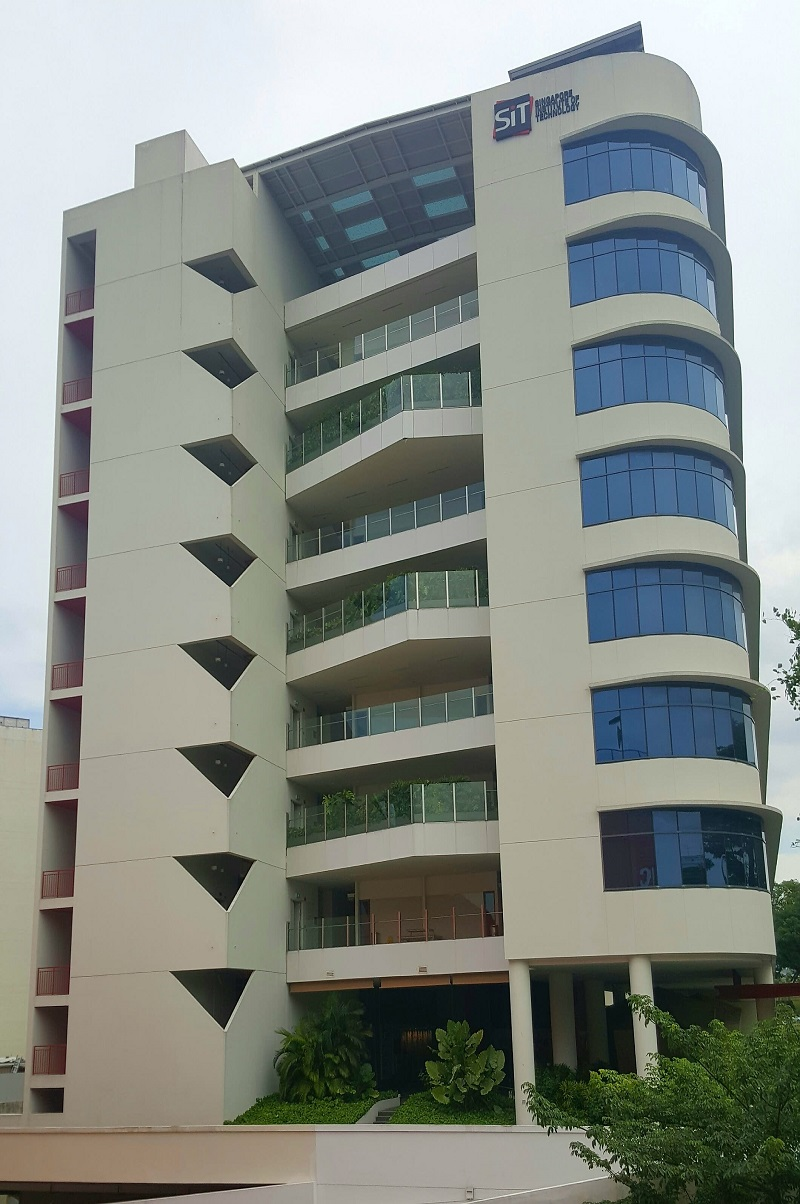
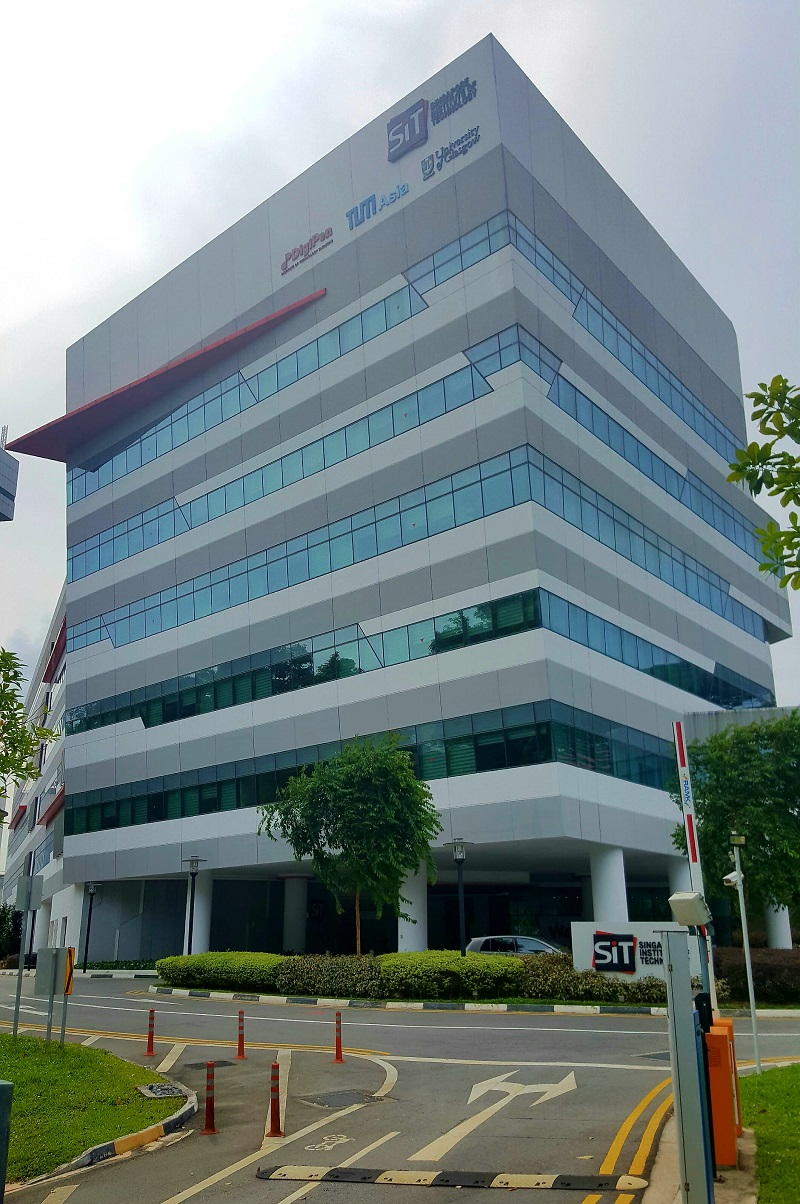
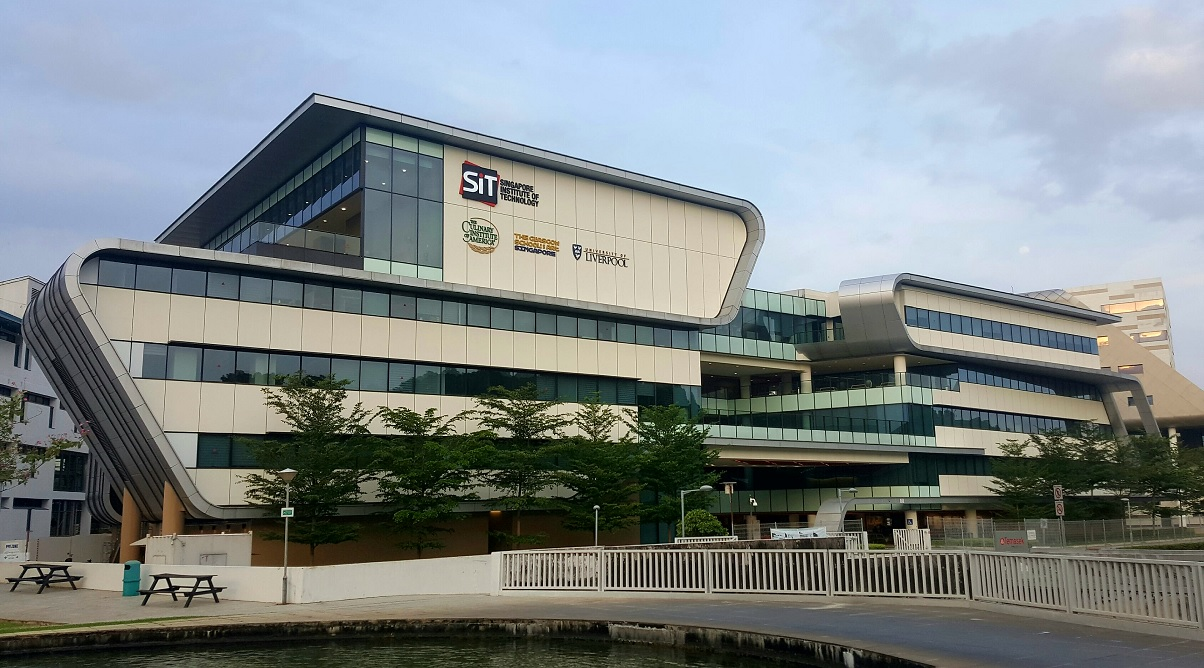
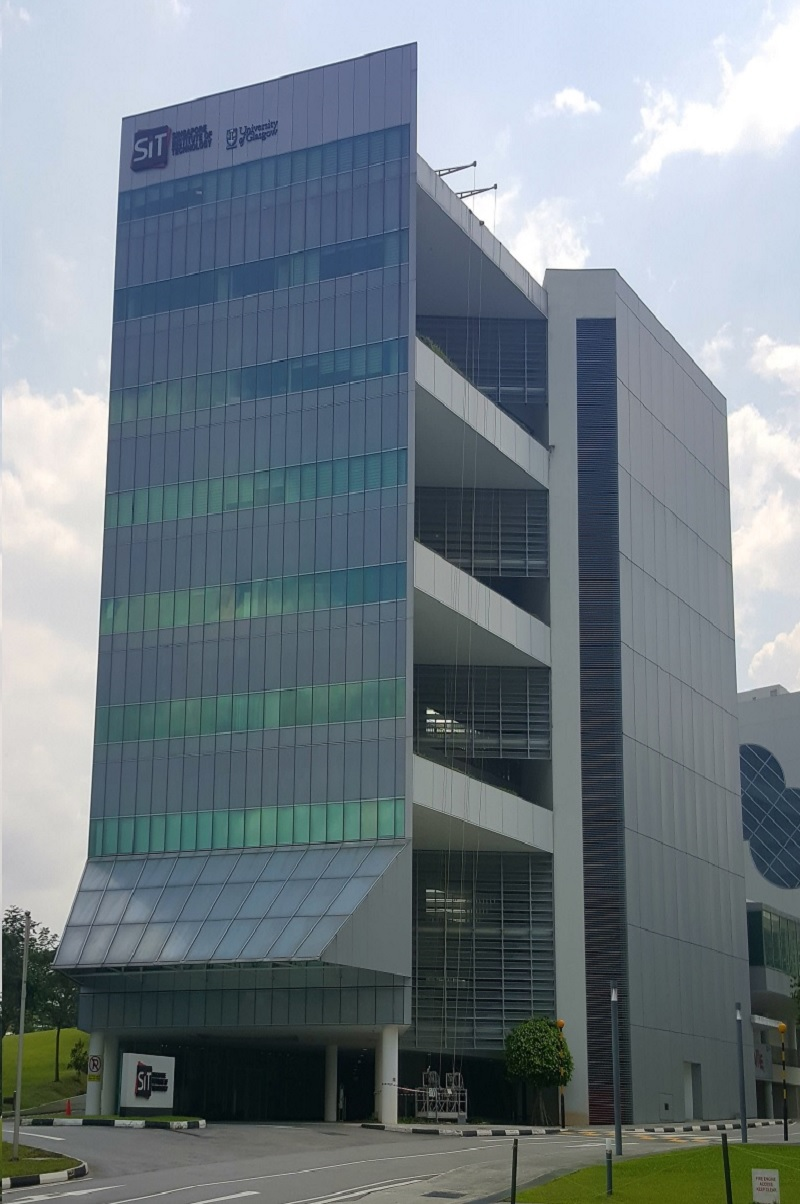